# Deep Forest
Deep Forest es un grupo de world music integrado por los músicos franceses Eric Mouquet y Michel Sánchez. Fusiona música étnica de diversas partes del mundo con sonidos electrónicos de vanguardia.

## Biografía
El proyecto se inició cuando Sánchez -músico de formación clásica y ávido estudiante de música étnica- compró a la Unesco numerosas grabaciones realizadas en diferentes comunidades a todo lo largo del continente africano. Decidió intentar combinar las grabaciones con un concepto pop moderno y se las mostró a su amigo Mouquet -autodidacta que componía y arreglaba principalmente con sintetizadores, dando a su música sonido ambient dance- a quien le interesó la idea. Ambos se fascinaron por la sorprendente técnica usada, en la que las cuerdas vocales se utilizan como un instrumento musical; y comenzaron a samplear los sonidos nativos para usarlos con sus pistas de dance atmosférico. Con el ingeniero y productor belga Dan Lacksman definieron un sonido: la música de Deep Forest intenta recrear el muy particular ambiente de una comunidad de la selva húmeda tropical y en ella se puede escuchar las aves gorjeando, el zumbido de los insectos, el gotear del agua en los helechos, las voces conversando mientras la gente camina. Finalmente, tras un año de producción apareció su disco inicial.
Este primer trabajo aparecido en 1992 y titulado Deep Forest, fue mejor identificado por el tremendo éxito internacional de su sencillo Sweet Lullaby. El disco reunió sonidos contemporáneos del ambient techno con las voces en lengua Baegu de los habitantes de las islas Salomón. En 1993 fueron nominados al Grammy en la categoría best world álbum. En 1994 apareció World Mix, una reedición de su álbum inicial con versiones remezcladas añadidas.
Mouquet y Sánchez pronto comenzaron su siguiente trabajo, esta vez explorando áreas tales como Mongolia, la India, Hungría y otras áreas de Europa Oriental, grabando varias pistas con la cantante Márta Sebestyén. El álbum resultante, Boheme, apareció en 1995 y les valió para ganar el Grammy en 1996.
Le siguió en 1998 la tercera grabación, Comparsa, que con influencia cubana, caribeña, mexicana y malgache resultó un disco mucho más animoso y festivo que el anterior y cuyo título evoca las improvisadas fiestas callejeras de las islas caribeñas. En este disco colaboraron: Ana Torroja y el sirio Abed Azrié (en el tema "Media Luna") y la vocalista mexicana María Sabina (en "Tres Marías") entre otros. El disco incluye además dos cortes ("Earthquake. Transition 1" y "La Lune se bat avec les étoiles. Transition 2") extraídos de una grabación-ambiente en la que los aborígenes hispanos del lugar expresan su teoría sobre la relación de los astros y la Tierra.
Live in Japan, grabado en 1998 en concierto en Tokio, Japón, apareció en 1999. Para este directo, Mouquet y Sánchez se rodearon de doce músicos y de colaboradores que prestaron su voz en las siempre difíciles letras étnicas, como Gino Ceccarelli, Monkia, Lala, etc. 
En el 2000 el dúo grabó la banda sonora, Pacifique, para la película francesa 'Le Prince du Pacifique' que se estrenó sólo en el país galo y Bélgica. Para esta ocasión, el dúo francés desplazó su equipo de grabación ambiental al corazón del Pacífico. Los temas que incluía el disco invitaban a soñar (con magníficas melodías como "Le baiser" y "L'île invisible") o a despertar nuestro espíritu más salvaje (como "La révolte" y "la Veuve Furieuse", entre otros). 
En 2002 volvieron con su álbum de estudio, Music Detected. En este sexto trabajo, los samples nativos de los primeros discos dejan paso a los sonidos instrumentales de la guitarra eléctrica y de la batería, principalmente, fusionados con voces robotizas y vocodeadas y también con instrumentos étnicos orientales (como el sarod indio en el bellísimo "In the Evening"). Las colaboraciones líricas corrieron a cargo esta vez de promesas como Anggum, Hajime Chitose y Beverly Jo Scott (que interpreta entre otras, la canción "Yuki Song" dedicada a la esposa de Mouquet, la japonesa Yuki). En 2003 presentaron su recopilación Essence of Deep Forest. Un año más tarde, en 2004, publicaron una segunda recopilación "Essence of The Forest", y también el que sería el último álbum del dúo: "Kusa No Ran" para el mercado japonés, y que sirvió como banda sonora para la película del mismo título. Es, de todos sus trabajos, el que más se diferencia con respecto al estilo al que nos tenían acostumbrados pues se trata de breves piezas melódicas con el piano como instrumento predominante.
Pero la producción musical de ambos compositores no se termina aquí pues uno y otro, por separado, también han colaborado y producido numerosos trabajos. Michel Sánchez ha editado dos álbumes en solitario: "Windows" (en el año 1994) sigue una línea muy parecida al proyecto Deep Forest, y "Hiéroglyphes" (en el 2000) es el resultado de una serie de vivencias y experiencias musicales. De género, un tanto particular, Sánchez afirmaba que había disfrutado verdaderamente en la composición del álbum. Como dato anecdótico, decir que su hija Cécile presta su voz en el corte "Poème" recitando una poesía de Rabindranath Tagore. Anteriormente, en el año 1996, Michel conoce en una tienda de instrumentos musicales en Lille, a un joven Wes Madiko, músico camerunés con el que va a producir el primer trabajo del cantante africano: "Welenga" (en español: Conciencia universal). El disco, que mezclaba cantos tradicionales de Camerún con ritmos dance, fue todo un éxito. El primer sencillo "Alane" fue número uno en la lista de los diez primeros de varios países europeos. Cuatro años más tarde, ambos músicos repiten experiencia en un proyecto de características similares: "Sinami, The Memory", en el que, de nuevo, la particular voz del camerunés se mezcla con los sonidos electrónicos del maestro Sánchez, describiendo un continente africano liberado por la música. Actualmente, Michel Sánchez se halla inmerso en dos trabajos musicales que muy próximamente verán la luz: "The Touch" y "The Day of a Paperbird" (se pueden oír ya algunas muestras que se encuentran colgadas en la página web -myspacemichelsanchez- ).
Por su parte, Eric Mouquet ha trabajado en numerosas colaboraciones y producido discos a artistas de la talla de Herbert Léonard, Ana Torroja (en su álbum "Frágil"), Hajime Chitose, Josh Groban y la violinista francesa Catherine Lara con la que ha trabajado en los álbumes: "Aral", "Thorgal", y recientemente en el año 2005 "Passe-moi le Ciel". Mouquet ha participado igualmente en el grupo Dao Dezi, ha colaborado en numerosos temas para bandas sonoras de películas como "Astérix et Obélix, Misión Cleopatre", "Livraison à Domicile" y "Super Champs" por ejemplo. En 2006 publica "Tragediénnes". Recientemente ha trabajado en la segunda entrega de "Aral", de nuevo con Catherine Lara y ha participado en la banda sonora del musical "El rey León". Actualmente, Mouquet trabaja en un ambicioso proyecto musical y solidario, denominado DEEP PROJECTS, que recoge la esencia y problemática de distintas partes del mundo. El primer disco "Deep Brasil" (junio de 2008) se centra en el corazón de la selva amazónica, y es un grito de esperanza para salvar esta tierra en peligro de extinción ("il faut sauver l'Amazonie", en español: ¡hay que salvar la Amazonia!). El disco ha contado con la colaboración y la voz del brasileño Flavio Dell'Isola. Como nota curiosa, podemos encontrar las voces de los dos retoños de Mouquet, que colaboran en el corte "Amazonia". También se puede encontrar en este trabajo la versión brasileña del famoso éxito de Deep Forest: "Sweet Lullaby". Otras salidas inmediatas, también pertenecientes a la idea DEEP PROJECTS, son "Deep Africa" (próximamente), un álbum donde Eric vuelve a reformar los sonidos y cantos de África, con las voces de artistas tan destacados como Blick Bassy (de Camerún) y Zama Magudulela (de Sudáfrica); y "Deep China" donde trabaja con la popular cantante china Sa Dingding en temas como "It Wont be Long" (compuesto en honor a las víctimas del terremoto que asoló el país asiático, y con el que se espera recaudar fondos de ayuda para el pueblo chino). 
Decir, por último, que la segunda gran pasión de Eric Mouquet (después de la música, evidentemente) es la astronomía. Su afición y estudio por los astros, le han llevado incluso a montar un observatorio semi-profesional en el jardín de su casa, publicar libros y conseguir fotografías realmente maravillosas del firmamento. "Deep Sky" es un álbum que recoge música relacionada con esta ciencia. Compuesto por él, sirve de soporte musical a la gran escena del firmamento que se puede observar en el Planetarium de Villeneuve D'Asq (Francia). Precisamente, en abril de 2009, Mouquet ofreció un concierto en directo en el planetarium de La Cité de l'espace (Toulouse), donde interpretó el repertorio musical de Deep Sky, al mismo tiempo que se proyectaban imágenes de constelaciones, nebulosas y galaxias, fotografiadas por él mismo.
En 2005, Michel Sanchez abandonó la banda para comenzar su carrera en solitario.
En 2008 Deep Forest produjo y publicó "Deep Brasil". Este trabajo es una colaboración con el artista brasileño Flavio Dell Isola. También supuso el lanzamiento de la discográfica de Eric Mouquet "Deep Projects".
En 2012 Deep Forest colabora con "Syndicate", la banda del legendario Joe Zawinul, en el álbum "Files under Zawinul". También compone y produce trabajos para el famoso percusionista Paco Sery en el álbum "La vraie Vie".
En 2013 Deep Forest publica “Deep Africa”. En "Deep Africa" aparecen artistas como Lokua Kanza, Blick Bassy, Olyza, Wasis Diop, Zama Magudulela, Dany de Mouataba. "Deep Africa" parece fusionar las atomsféricas composiciones de Mouquet con una mezcla rítmica y espiritual de cantos africanos, persuciones y sonidos de la naturaleza.
En 2014 Deep Forest publicó un interesante álbum titulado "Deep India" en colaboración con el santurista indio Rahul Sharma. El álbum contiene ocho piezas totalmente nuevas que capturan los ritmos del folclore del país y a las que se les ha dado un tratamiento especial. La música se inspira en las canciones populares étnicas que tienen sus raíces en las regiones de Jammu, Punjab, Rajasthan, Gujarat, noreste y sur de la India, entre otras. "Deep India" se filtra como arena a través del vasto paisaje de sonido, carácter, expresión y emoción atemporal del continente mientras lo envuelve sutilmente en las capas de sonido únicas de Mouquet.
Deep Forest publicó en 2016 el álbum "EVO DEVO" y giró por varios escenarios en diversos países durante ese año.
Eric Mouquet y Gaudi empezaron a componer un álbum ("Circuits") que se lanzó a finales de 2017.
Deep Forest ha participado en una pista de la famosa banda ONUKA.
Deep Forest está oficialmente al cargo de la composición de la música para el gran show visual permanente en Egipto en el emplazamiento de las pirámides. El show comenzó en 2018.

## Trasfondo y filantropía
El símbolo de Deep Forest está basado en kanjis japoneses o en ideogramas chinos y es muy parecido al símbolo de la paz. Las líneas interiores representan un árbol y el círculo representa unidad. En la interpretación de Deep Forest, juntos significan «bosque», aunque en realidad el kanji para bosque es otro.
El nombre del grupo y de su primer álbum se deriva de que el proyecto fue dedicado al Día de la Tierra y el nombre Deep Forest (en español Bosque Profundo) resalta la misión de preservar las selvas húmedas tropicales alrededor del mundo.
Un porcentaje de ventas del álbum Deep Forest se entrega a la Pygmy Fund, para ayudar a poblaciones de pigmeos en la transición de la vida nómada a la agricultura. Una parte de Boheme va a la Gyoörgy Martin Foundation, que ayuda a proteger la cultura gitana en Hungría. A partir de Comparsa apoyan a la Sana Madagascar Association, que contribuye a preservar el ambiente y la cultura tradicional malgache.

## Discografía

### Álbumes
- 1992 – Deep Forest
- 1993 – World Mix
- 1995 – Boheme
- 1998 – Comparsa
- 1999 – Made in Japan
- 2000 – Pacifique
- 2002 – Music Detected
- 2003 – Essence of the Forest
- 2004 – Essence of the Deep Forest
- 2004 – Kusa No Ran
- 2008 – Deep Brasil
- 2013 – Deep India
- 2013 – Deep Africa
- 2016 – Evo Devo
- 2018 – Epic Circuits
- 2020 - ""Deep Symphonic"
- 2021 - "Eponymous"

### Sencillos
- 1992 – "Deep Forest"
- 1992 – "Sweet Lullaby"
- 1992 – "White Whisper"
- 1992 – "Forest Hymn"
- 1994 – "Savana Dance"
- 1995 – "Boheme"
- 1995 – "Boheme (The Remixes)"
- 1995 – "Marta's Song"
- 1995 – "Marta's Song (The Remixes)"
- 1997 – "Freedom Cry"
- 1997 – "Madazulu"
- 1998 – "Media Luna"
- 1998 – "Noonday Sun"
- 2000 – "Pacifique"
- 2002 – "Endangered Species"
- 2002 – "Malo Korrigan"
- 2002 – "Will You Be Ready" (promo)